# Pterolophia bigibbulosa
Pterolophia bigibbulosa är en skalbaggsart som först beskrevs av Maurice Pic 1934.  Pterolophia bigibbulosa ingår i släktet Pterolophia och familjen långhorningar. Inga underarter finns listade i Catalogue of Life.